# Tonka Tomicic
Tonka Tomicic Petric (croate : Tonka Tomičić Petrić), née le 31 mai 1976 à Antofagasta, est une concepteur en communication visuelle, mannequin et présentatrice de télévision chilienne d'origine croate.

## Biographie
Elle est née le 31 mai 1976 à Antofagasta, au Chili. Elle vient de l'intérieur d'un mariage faite par Antonio Tomičić chilien descendant du croates, et Marija Petric, originaire de Croatie. Les deux se sont rencontrés à Hvar, puis immigré au Chili. L'année 2010 a été diagnostiqué avec "cœliaque doux" 6 et doit effectuer un régime sans gluten à vie.
Elle a grandi dans la commune de La Florida, près de l'endroit où 14 secteur Avenida Vicuña Mackenna.

## Miss Monde Chili 1995
- Précédé de: Yulissa Del Pino (Miss Monde Chili 1994)
- Suivi de: Luz Francisca Valenzuela (Miss Monde Chili 1996)

## Vie privée
Depuis 2004 entretient une relation avec Marco Antonio López Spagui, mieux connu sous le nom Parived. Le couple s'est marié le 16 avril 2014 à Jérusalem, Israël,.

## Télévision

### Émissions
- 2001 : Combinado nacional (Megavisión) - Commentatrice
- 2001 : La mañana del 13 (Canal 13) - Commentatrice
- 2002 : Los 10+ pedidos (MTVLA) - VJ
- 2002 : Pase lo que pase (TVN) - Animatrice (avec Julián Elfenbein)
- 2003 : La gran sorpresa (TVN) - Animatrice
- 2005-2009 : Buenos días a todos (TVN) - Animatrice (avec Jorge Hevia (2005-2006) et Felipe Camiroaga (2005-2009))
- 2007-2008 : Festival de Viña del Mar (TVN-Canal 13) - Animatrice (avec Sergio Lagos)
- 2010 : El hormiguero (Canal 13) - Animatrice (avec Sergio Lagos)
- 2010 : La movida (Canal 13) - Animatrice (avec Sergio Lagos)
- 2010 : Tonka Tanka (Canal 13) - Animatrice
- 2010 : Fear Factor Chile (Canal 13) - Animatrice
- 2011 : Año 0 (Canal 13) : Participation spéciale
- depuis 2011 : Bienvenidos (Canal 13) - Animatrice (avec Martín Cárcamo)
- 2012 : Mundos opuestos (Canal 13) : Participation spéciale
- 2012 : No basta con ser bella : Miss Chile 2012 (Canal 13) : Perticipation spéciale - Jury (un épisode)
- 2013 : Proyecto Miss Chile (Canal 13) : Animatrice
- 2014 : Teletón 2014 (ANATEL) : Animatrice

### Telenovelas
- 2008 : Hijos del Monte (TVN) - Elle-même
- 2010 : Primera dama (Canal 13) - Elle-même (un épisode)
- 2011 : Asesora sin Hogar (Canal 13) - Soledad Cazas / Contemplación Sanhueza (10 épisodes)